# Filippo Pacini

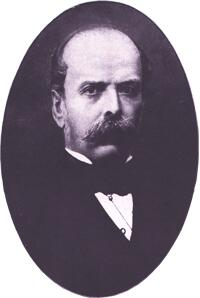
Filippo Pacini

Filippo Pacini (ur. 25 maja 1812 w Pistoi, zm. 9 lipca 1883 we Florencji) – włoski lekarz, anatom. Pośmiertnie uznano jego pierwszeństwo w odkryciu przecinkowców cholery w 1854 roku, trzydzieści lat przed odkryciem ich przez Roberta Kocha.

## Życiorys
Urodził się w Pisoi w Toskanii, otrzymał wykształcenie z nadzieją, że zostanie biskupem. W 1830 roku przyznano mu jednak stypendium umożliwiające mu studia w szkole medycznej w rodzinnym mieście. W 1831 podczas zajęć z anatomii odkrył małe ciałka o nieznanej funkcji, zbadane przez niego wnikliwie dwa lata później. Pacini przedstawił swoje odkrycie na spotkaniu Società medico-fisica w 1835, ale opublikował dopiero w 1840 („Nuovi organi scoperti nel corpo umano”). Struktury te znane są dziś jako ciałka Paciniego.
Od 1840 do 1843 asystent Paolo Saviego. Następnie pracował w Instytucie Anatomicznym. Od 1849 na katedrze anatomii Istituto di Studi Superiori we Florencji.